# Acta Diurna
Acta Diurna es un término en latín que podría traducirse como acontecimientos diarios propio de la Antigua Roma, eran las minutas cotidianas de los negocios públicos y de eventos sociales y políticos.
Julio César ordenó que las obras diarias del Senado (acta diurna, commentaria Senatus) fueran hechas públicas en 59 a. C.; después César Augusto prohibió la publicación, aunque las acciones del senado continuaron siendo registradas y podían leerse con autorización especial.
También hubo anotaciones públicas (acta diurna urbis, "minutas diarias de la ciudad") de los acontecimientos de las asambleas populares y los tribunales así como de nacimientos, muertes, matrimonios y divorcios. Estas constituían una gaceta diaria, prototipo de los modernos periódicos.
Las "Acta" se diferenciaban de los "Annales" (que se interrumpieron en 133 a. C.) en que en estos últimos sólo se registraban los asuntos mayores y más importantes, mientras que en las Acta se registraban los hechos ocurridos de menor importancia. Su publicación continuó hasta la transferencia de la sede del imperio a Constantinopla.